# Фернанду II
Ферна́нду II (порт. Fernando II; 29 жовтня 1816 — 15 грудня 1885) — німецький принц і король Португалії за правом дружини (1837—1853), чоловік португальської королеви Марії II. Представник німецької з Саксен-Кобург-Готської династії. Прізвисько — король-митець (порт. rei artista).

## Імена
- Ферна́нду II (порт. Fernando II) — у португальських джерелах.
- Ферна́нду II Португа́льський (порт. Fernando I de Portugal) — за назвою країни.
- Ферна́нд II, або Фердина́нд II (лат. Fernandus II, Ferdinandus II, нім. Ferdinand) — у латинських і німецьких джерелах.
- Ферна́ндо II (ісп. Fernando II) — у іспанських джерелах.
- Фердинанд Август Франц Антон Саксен-Кобурзький і Готський (нім. Ferdinand August Franz Anton von Sachsen-Coburg und Gotha) — аовне ім'я.

## Біографія
Фердинанд народився в Німеччині в родині принца Фердинанда Саксен-Кобург-Готського (1785–1851) та принцеси Марії Антонії Кохарі (1785–1851).
У 1836 одружився з королевою Португалії Марією II (1819–1853) та заснував нову династію. За роки шлюбу у них народилося 12 дітей. Після одруження отримав титул Королівської Високості та герцога Браганса. Після народження спадкоємця престолу Педру в 1837 році отримав від дружини титул короля.
31 липня 1850 року отримав від російського імператора Миколи I вищий російський Орден Святого Андрія Первозванного.
У 1853 році після смерті дружини був оголошений регентом до повноліття сина (1855). Після вступу на престол Петра V не грав політичної ролі.
У 1869 році одружився морганатичним шлюбом з оперною співачкою Ізабеллою Хенслера, графинею Едла (1836—1929). У свій час називався можливим кандидатом на іспанський престол, тоді вакантний після повалення Ізабелли II.

## Родина
Дружина — Марія II, дочка короля Португалії Педру IV
Діти:
- Педру (1837—1861) — король Португалії, одружений зі Стефанією Гогенцоллерн-Зігмарінген (1837—1859);
- Людовик (1838—1889) — одружений з Марією Пією Італійською (1847—1911);
- Марія (1840—1840);
- Жуан Марія (1842—1861) — 8-й герцог Бежа;
- Марія Анна (1843—1884) — з 1859 дружина Георга I, короля Саксонії;
- Антонія Марія (1845—1913) — з 1861 дружина Леопольда Гогенцоллерн-Зігмарінген (1835—1905);
- Фердинанд (1846—1861);
- Август (1847—1889);
- Леопольд (1849—1849);
- Марія Глорія (1851—1851);
- син (1851);
- Євгенія Марія (1853—1853).